# Uovo del XV anniversario
L'Uovo del XV anniversario è uno delle uova imperiali Fabergé, un uovo di Pasqua gioiello che l'ultimo Zar di Russia, Nicola II donò a sua moglie la Zarina Aleksandra Fëdorovna Romanova per la Pasqua del 1911.
Per la stessa occasione, lo zar donò alla madre l'Uovo dell'alloro.
Fu fabbricato a San Pietroburgo sotto la supervisione di Henrik Wigström, per conto del gioielliere russo Peter Carl Fabergé, della Fabergè che emise la seguente fattura:
Ritratti:

- Sua Maestà l'Imperatore

- Sua Maestà l'Imperatrice

- Sua Altezza l'Erede-Tsarevich

- Le granduchesse: Olga Nikolaievna, Tatiana Nikolaevna,

- Maria Nikolaievna, Anastasia Nikolaievna

- La processione nella cattedrale della Dormizione

- La Santo Incoronazione delle loro Maestà

- Il discorso dell'Imperatore dal Trono

- Traduzione della Reliquia di San Serafino di Sarov

- Il Palazzo della Pace a L'Aia

- Museo dell'Imperatore Alessandro III

- Il ponte Imperatore Alessandro III a Parigi

- L'inaugurazione del monumento a Pietro I a Riga

- I festeggiamenti di Poltava (Tomba svedese)

- Due medaglioni con le date 1894 e 1911    16.600 rubli.

San Pietroburgo, 13 Giugno 1911»

## Proprietari

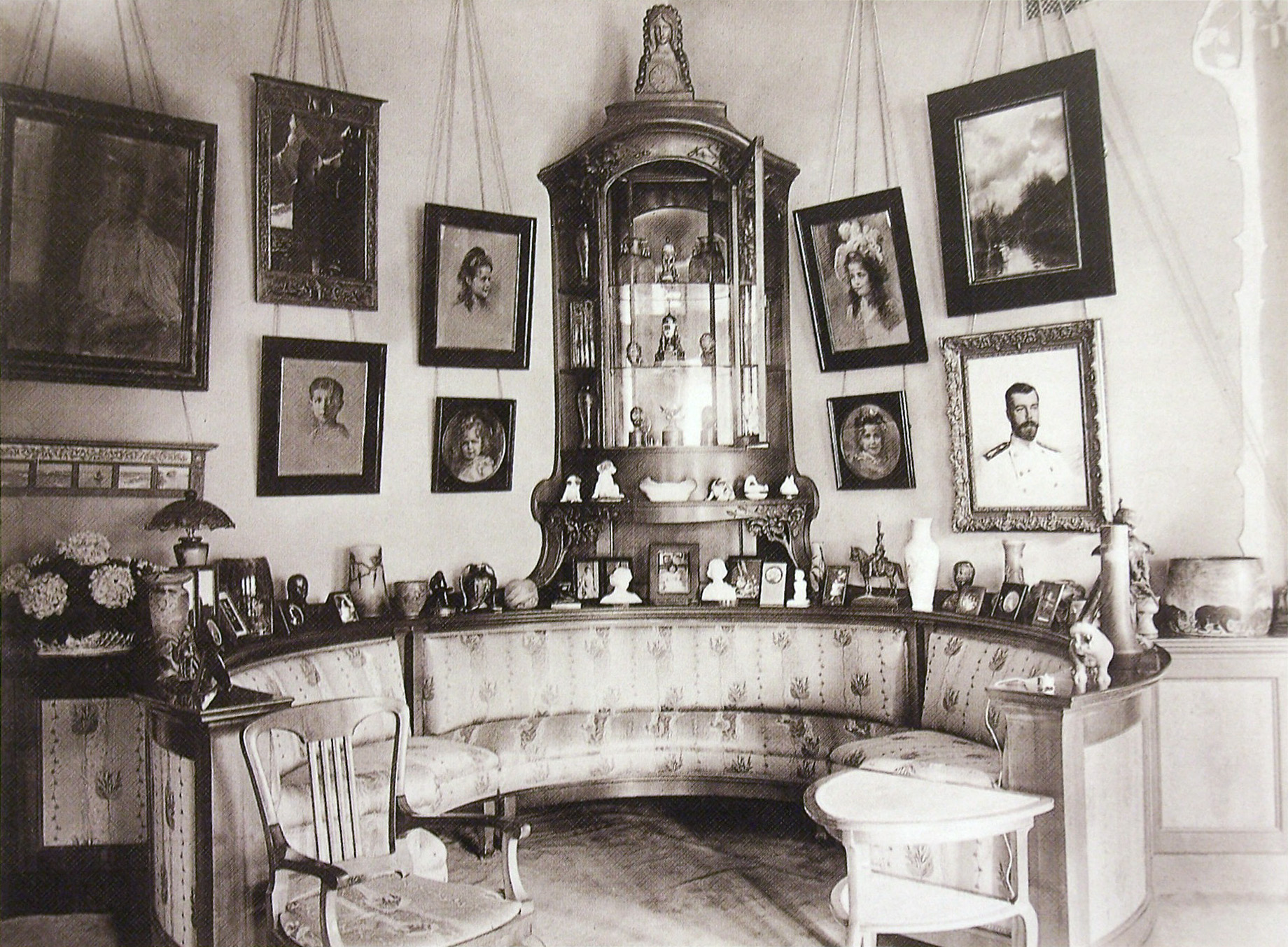
L'uovo è a sinistra sul ripiano centrale.

L'uovo fu riposto dall'imperatrice in una vetrinetta ad angolo nella Sala d'Acero del Palazzo di Alessandro, insieme con la maggior parte delle Uova imperiali realizzate dopo la domenica di sangue del 1905: quando la famiglia imperiale scelse la sicurezza di Carskoe Selo invece del Palazzo d'Inverno che era divenuto troppo pericoloso.
Non si sa come l'Uovo del XV anniversario sia arrivata in Occidente, probabilmente un alto funzionario sovietico lo ha venduto ad un amico negli Stati Uniti o alle Hammer Galleries.
Nel 1966 fu venduto da A la Vieille Russie alla Forbes Magazine Collection, di New York; questa poiché comprendeva anche l'Uovo dell'alloro, pure del 1911, è stata l'unica collezione al mondo ad avere due Uova di Pasqua imperiali dello stesso anno; fu l'uovo preferito di Malcolm Forbes.
Il 4 febbraio 2004 la casa d'aste Sotheby's ha annunciato che, senza passare per una pubblica asta, la Forbes Magazine Collection era stata acquistata da Viktor Vekselberg per quasi 100 milioni di dollari, in questo modo più di 180 opere d'arte Fabergé, incluso l'Uovo del XV anniversario e altre otto delle rare uova imperiali, dopo circa ottant'anni sono tornate nel loro paese d'origine dove dal novembre 2013 sono esposte al Museo Fabergé di San Pietroburgo.

## Descrizione

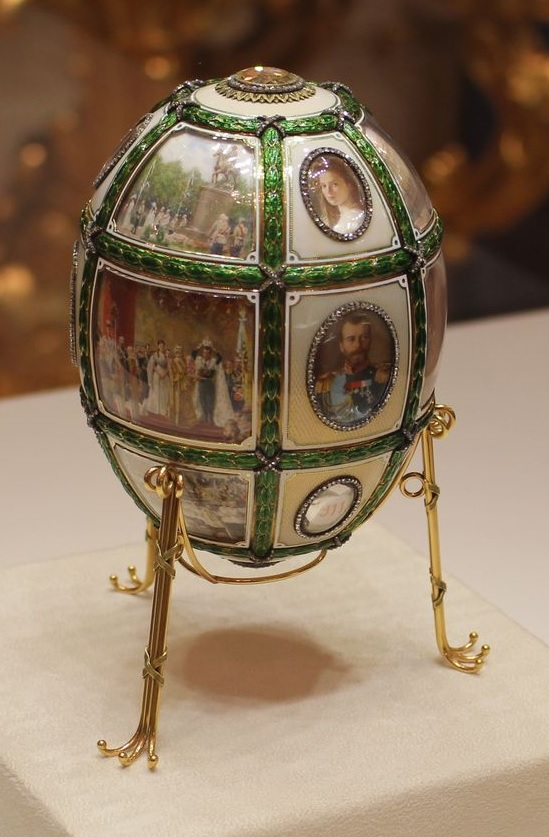

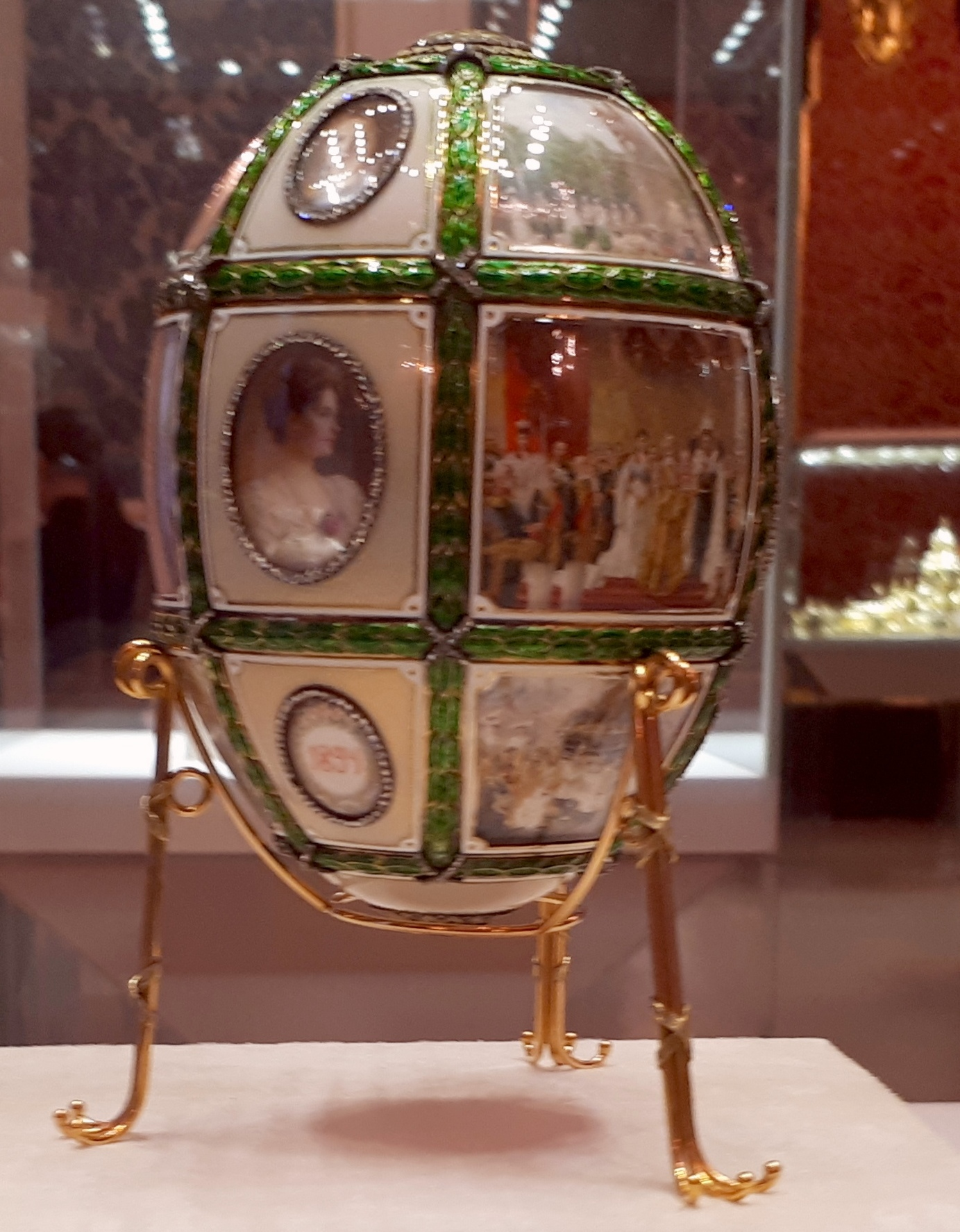

Quest'uovo d'oro rosso commemora il XV anniversario dell'incoronazione di Nicola II, il guscio smaltato in ostrica opalescente è diviso in diciotto pannelli da fasci di foglie incise e smaltate in verde traslucido, legati alle intersezioni con nastri incastonati di diamanti, sedici dei pannelli contengono altrettanti acquerelli su avorio, opera del miniaturista di corte Vasilij Zuev, protetti da lastre di cristallo di rocca.
I due pannelli restanti, posti sotto i ritratti di Nicola e Aleksandra, presentano al centro due cornici ovali incastonate di diamanti che racchiudono i millesimi 1894, l'anno del matrimonio di Nicola e Aleksandra e 1911, il quindicesimo anniversario dell'incoronazione, sotto ogni data un nastro reca la scritta Fabergé in cirillico.
Sulla parte superiore dell'uovo il monogramma imperiale di Aleksandra Fëdorovna è visibile sotto un diamante tagliato come una lastra sottile, incorniciato di diamanti, 
all'estremità inferiore è montato un diamante pure incorniciato di diamanti più piccoli;i fasci di foglie verdi che suddividono l'uovo racchiudono in un cerchio entrambe le estremità.
Le aree attorno alle cornici ovali e alle estremità superiore e inferiore dell'uovo sono coperte di smalto traslucido color perla su fondo guilloché.
L'interno dell'uovo è marchiato con le iniziali del mastro orafo e con il punzone di saggio di San Pietroburgo 1908-1917, 72 standard per l'oro a 18 carati.

### Ritratti
Le sette squisite miniature di Zuev mostrano, entro cornici ovali incastonate di diamanti, i ritratti di tutta la famiglia imperiale: lo zar Nicola II, l’imperatrice Aleksandra, lo zarevic Aleksej e le granduchesse Ol'ga, Tat'jana, Marija e Anastasija.

### Scene
Le altre nove miniature hanno forma quadrangoalre e rappresentano momenti significativi del regno di Nicola II:
La processione cerimoniale alla Cattedrale della Dormizione
L'incoronazione di Nicola II

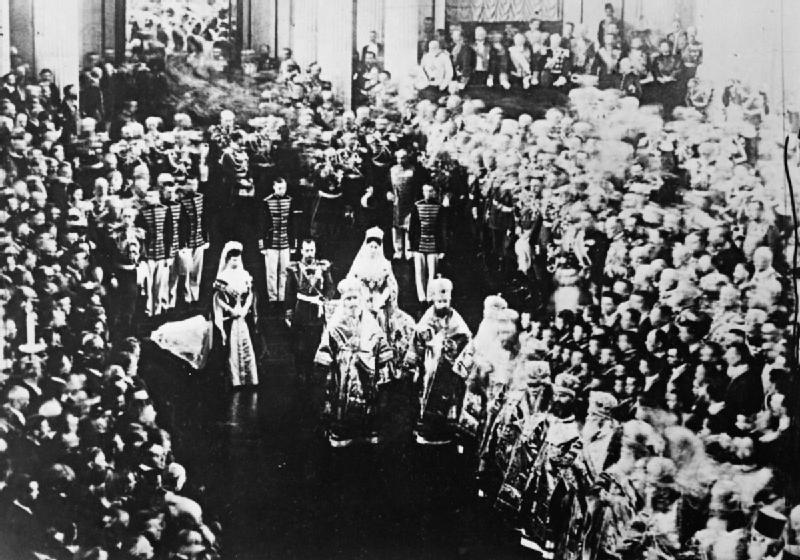
L'incoronazione.

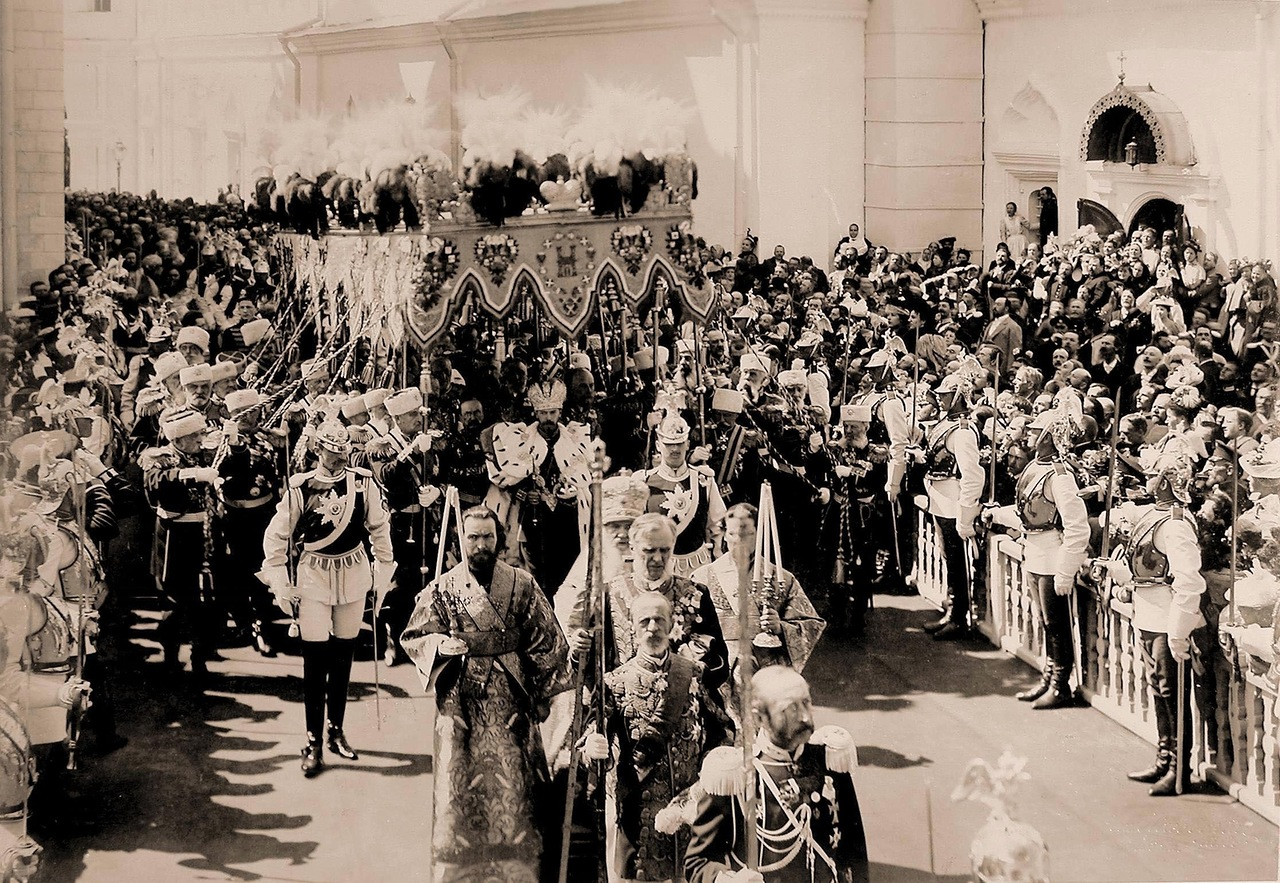
Lo zar dopo l'incoronazione lascia la Cattedrale della Dormizione sotto un baldacchino.

Le due scene dai festeggiamenti per l'incoronazione del 1896, la processione alla Cattedrale della Dormizione e l'incoronazione dello zar, mostrano momenti di gloria per la coppia imperiale.
Eppure il giovane zarevic Nicola era impreparato alla morte improvvisa del padre; timido e riservato, più felice nel cerchio ristretto della sua famiglia, fu spinto controvoglia alla ribalta.
Inizialmente subiva l'influenza dei suoi tre autoritari zii e detestava i frustranti doveri che assorbivano il suo tempo.
Il giorno successivo alle cerimonie dell'incoronazione, la tragedia di Chodynka, con circa 1.400 morti causata dell'incompetenza del governatore generale di Mosca e zio dello Zar, il Granduca Sergej, gettò un cattivo presagio sul regno di Nicola.
Ponte Alessandro III a Parigi

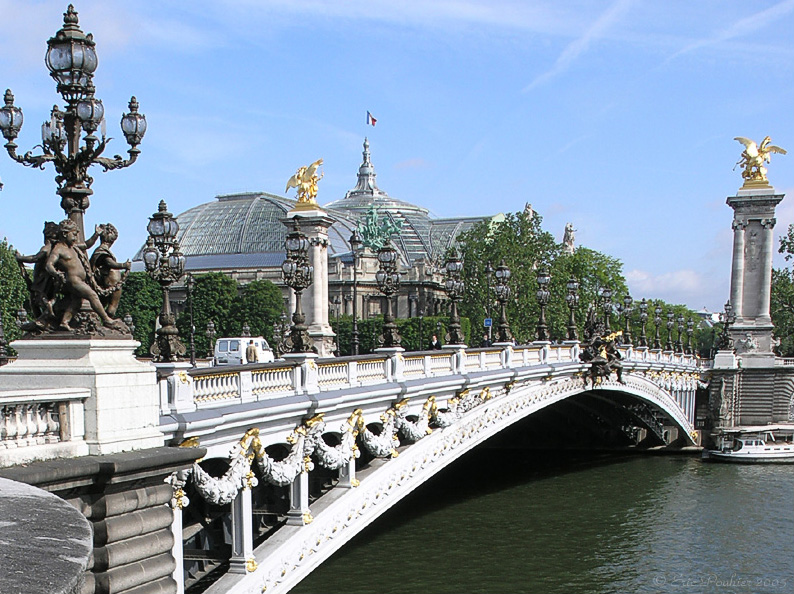
Ponte Alessandro III a Parigi.

La miniatura del Ponte Alessandro III a Parigi mostra il Grand Palais sullo sfondo.
Entrambi gli edifici, che sono ancora in piedi, furono finiti in tempo per l'apertura della Esposizione Universale del 1900.
Nicola e Aleksandra, tra grandi fanfare, avevano posato la prima pietra del ponte nel 1896, simbolo visibile dell'alleanza franco-russa.
Lo Zar e Zarina avrebbero dovuto inaugurato il ponte finito all'apertura della Esposizione Universale il 14 aprile 1900, ma non lo fecero, secondo alcuni perché la zarina temeva un attentato, al loro posto presenziò all'inaugurazione l'ambasciatore russo, il principe Ouroussoff.
Huis ten Bosch a L'Aia – il sito della Prima conferenza di Pace

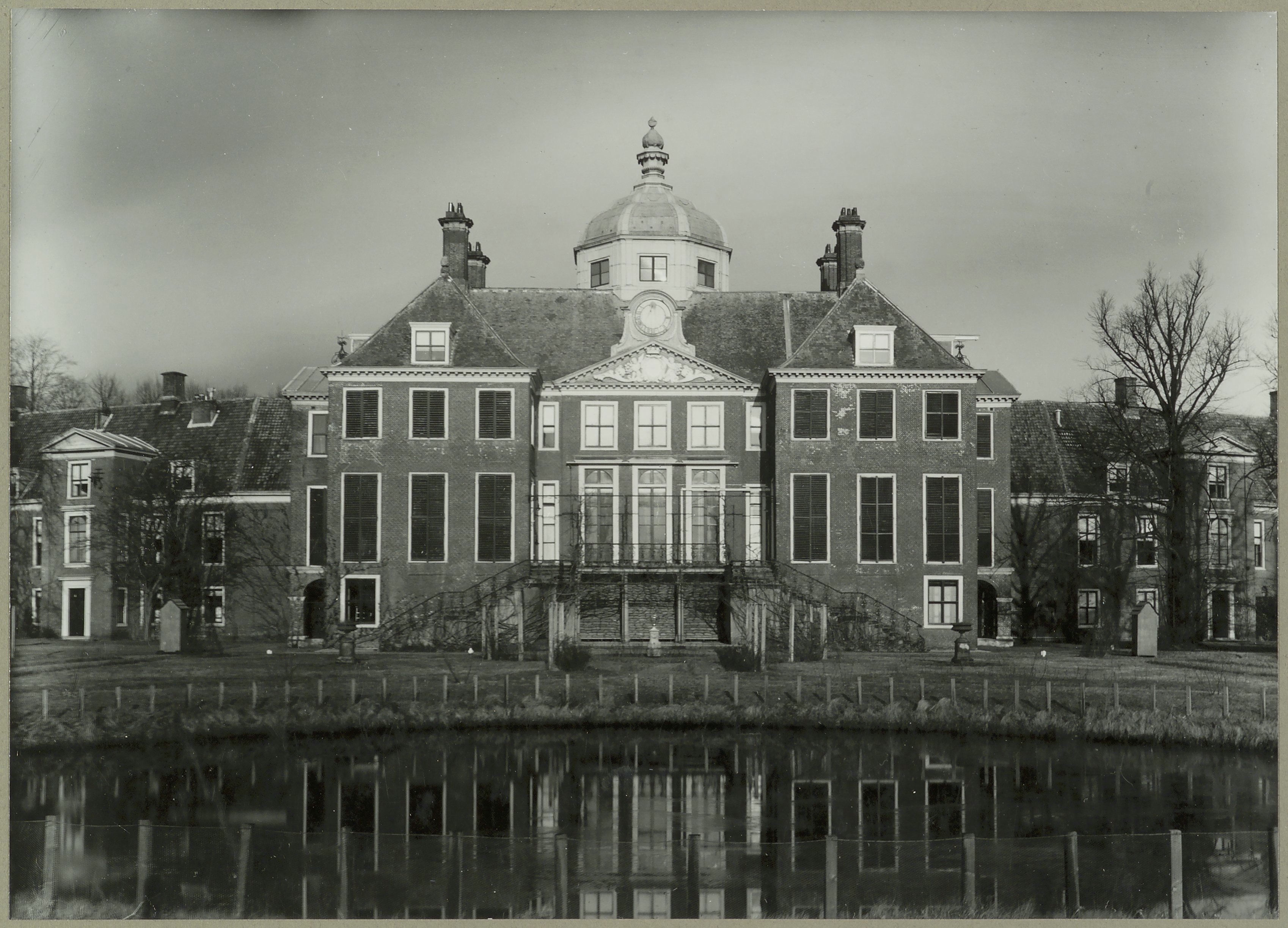
Il palazzo Huis ten Bosch (in italiano: Casa nei boschi), a L'Aia.

La miniatura mostra lo Huis ten Bosch a L'Aia, il palazzo dove nel maggio 1899 si tenne la Conferenza di pace voluta da Nicola.
I partecipanti si accordarono sulle regole di guerra e stabilirono una Corte permanente di arbitrato.
Per questo lo zar si guadagò il titolo di "Pacificatore".
Ciononosante, la corsa agli armamenti deplorata da Nicola coinvolse lo zar stesso nella disastrosa Guerra Russo-Giapponese e lo portò a combattere contro il suo stesso bellicoso cugino, il Kaiser Guglielmo II a fianco della Francia nella prima guerra mondiale, con la conseguente scomparsa di entrambi i grandi imperi.
La cerimonia di benvenuto dei membri della Prima Duma nel Palazzo d'Inverno

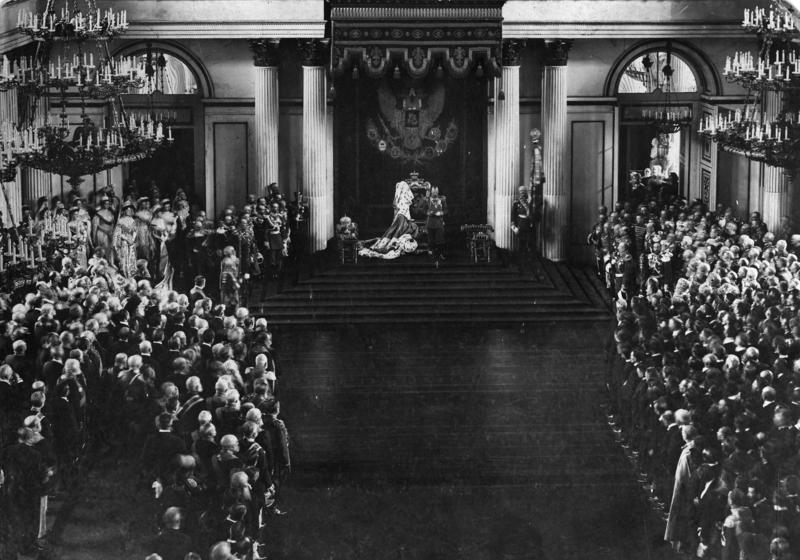
Nella sala del trono del Palazzo d'Inverno Nicola II tiene un discorso ai deputati della Duma.

Dopo l'umiliante sconfitta per mano dei giapponesi nei primi mesi del 1905, la crudele repressione della rivolta del 22 gennaio 1905 (Domenica di sangue), gli scioperi che ne derivarono e l'assassinio del Granduca Sergej, il 30 ottobre 1905 lo zar firmò lo storico Manifesto che trasformava la Russia da un'autocrazia assoluta in una monarchia semi-costituzionale. Nel marzo 1906 si tennero le elezioni.
Nel maggio 1906 Nicola tenne il discorso di apertura alla Prima Duma nella Sala del trono: la Sala San Giorgio del Palazzo d'Inverno.
La miniatura di Zuev è una copia della foto che ricorda questa occasione.
Questa opportunità storica, che avrebbe potuto cambiare il corso degli eventi e che era stata accolta con gioia da molti, non fu colta, lo zar e la zarina ritennero troppo libertarie le richieste e sciolsero la Duma dopo breve tempo.
Museo Russo di Sua Maestà Imperiale Alessandro III

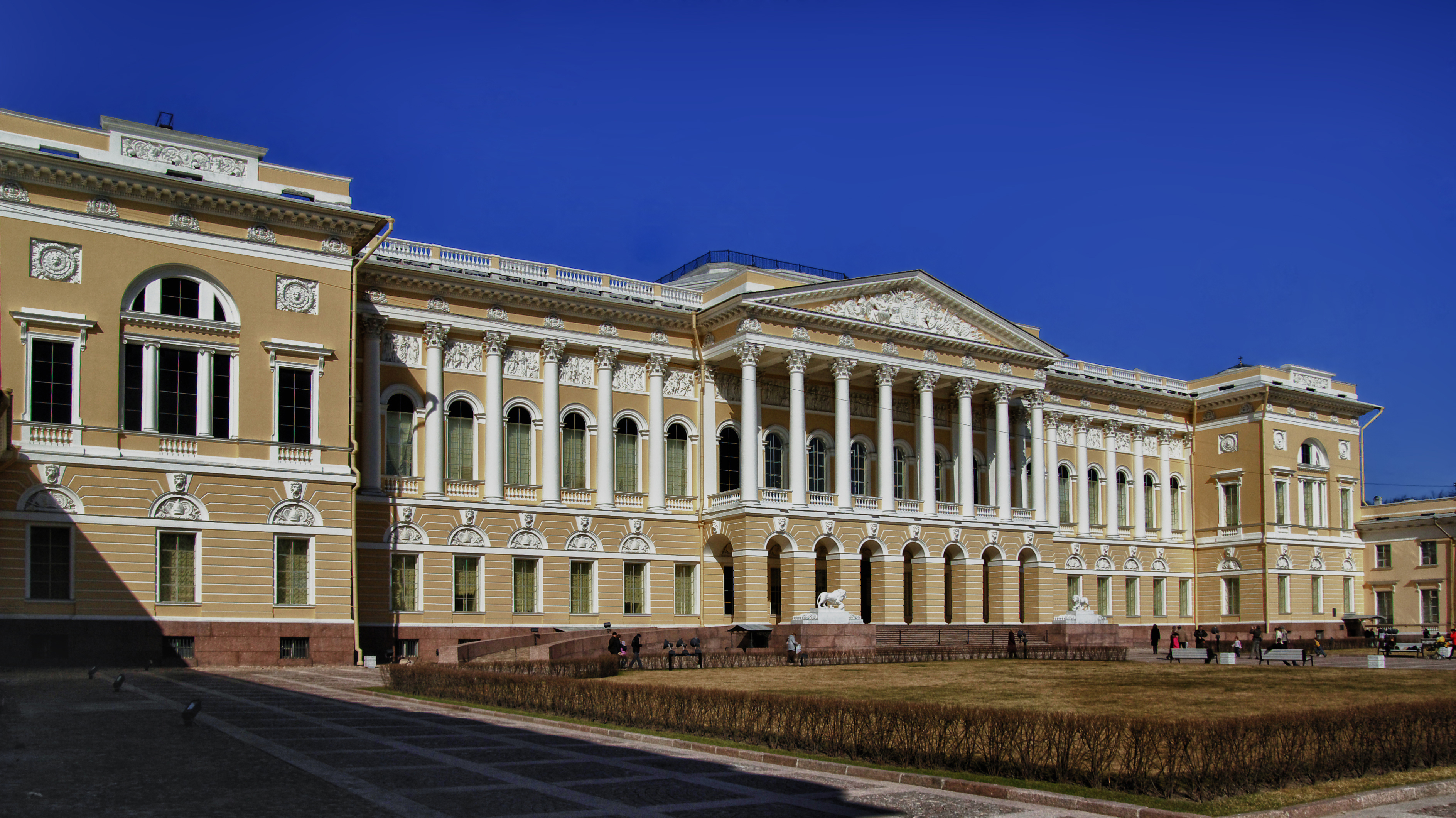
La sede del Museo Russo.

Il Museo dello zar Alessandro III o Museo russo si trova nel Palazzo Michajlovskij, progettato da Carlo Rossi in stile toscano, fu costruito tra il 1819 e il 1825 per il fratello di Alessandro I, il Granduca Michail Pavlovič.
Nel 1893 lo zar Alessandro III decise di fondare a San Pietroburgo un museo di arte russa equivalente alla Galleria Tret'jakov di Mosca.
Dopo la morte del padre, Nicola II vide il progetto portato a complimento.
La trasformazione delle'edificio fu iniziata nel 1895, il museo fu aperto nel 1898.
In origine conteneva una collezione di 2.500 opere d'arte russa raccolte dai palazzi imperiali, l'Ermitage, il Palazzo di Alessandro, l'Accademia Imperiale delle Arti e da collezioni private ed era aperta gratuitamente al pubblico.
Tra i suoi numerosi tesori erano dipinti di Repin, Konstantin Makovsky, Surikov e Serov.
Il suo primo direttore fu granduca Giorgio Mikhailovich assistito dal Conte D. I. Tolstoi.
Oggi il museo contiene più di 370.000 opere d'arte.
L'inaugurazione del Monumento a Pietro il Grande a Riga

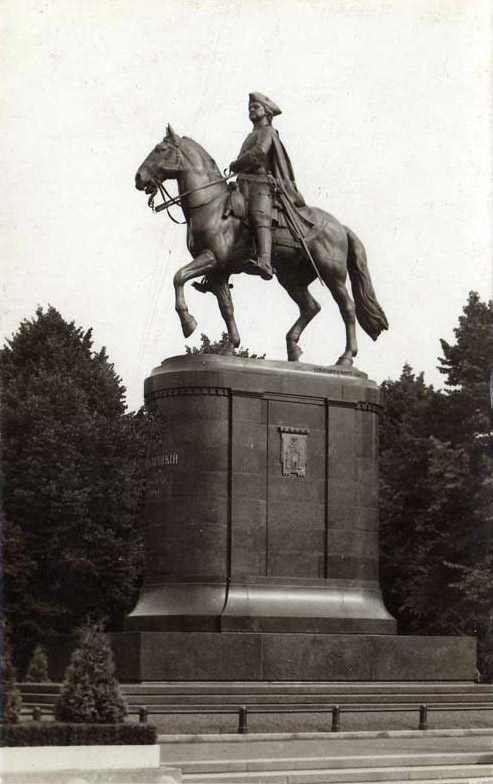
Monumento a Pietro il Grande a Riga.

Riga, situata alla foce del Daugava sul Mar Baltico era in origine una città anseatica tedesca, poi polacca, e fu conquistata da Gustavo Adolfo, re di Svezia, nel 1621.
Di fronte alla città vecchia, alla fine dell'Alexander Boulevard si trovava una statua equestre in bronzo di Pietro il Grande di Schmidt-Cassel, che fu inaugurata nel 1910 alla presenza di Nicola II.
Essa ricordava la vittoria delle armate russe del generale Šeremetev il 4 luglio, 1710 sugli svedesi dopo otto mesi di assedio alla città.
Dopo il trattato di Nystad del 1721, la Livonia e la sua capitale, Riga, divennero parte dell'Impero russo.
All'inizio del XX secolo, Riga era, dopo San Pietroburgo, il più importante centro commerciale e industriale russo sul Mar Baltico, con una popolazione di mezzo milione di abitanti, esportazioni per un valore di 225 milioni di rubli e importazioni per 155 milioni di rubli.
Nel 1915, allo scoppio della prima guerra mondiale temendo che cadesse in mani nemiche, la statua fu tolta dal suo piedistallo e caricata su una nave da trasporto che doveva portarla al sicuro, ma che invece fu affondata nei pressi dell'isola di Vormsi; nel 1928 fu demolito il piedistallo e nel 1931, al suo posto, fu iniziata la costruzione del Monumento alla Libertà, inaugurato nel 1935. 
Nel 1934 la statua fu recuperata, anche se in pezzi; molti anni dopo, per iniziativa privata, la statua è stata restaurata, attualmente è visibile in un parcheggio privato di Riga. 
Una copia si trova di fronte al Palazzo di Costantino a Strel'na.
L'inaugurazione a Poltava del monumento commemorativo del duecentesimo anniversario della battaglia di Poltava

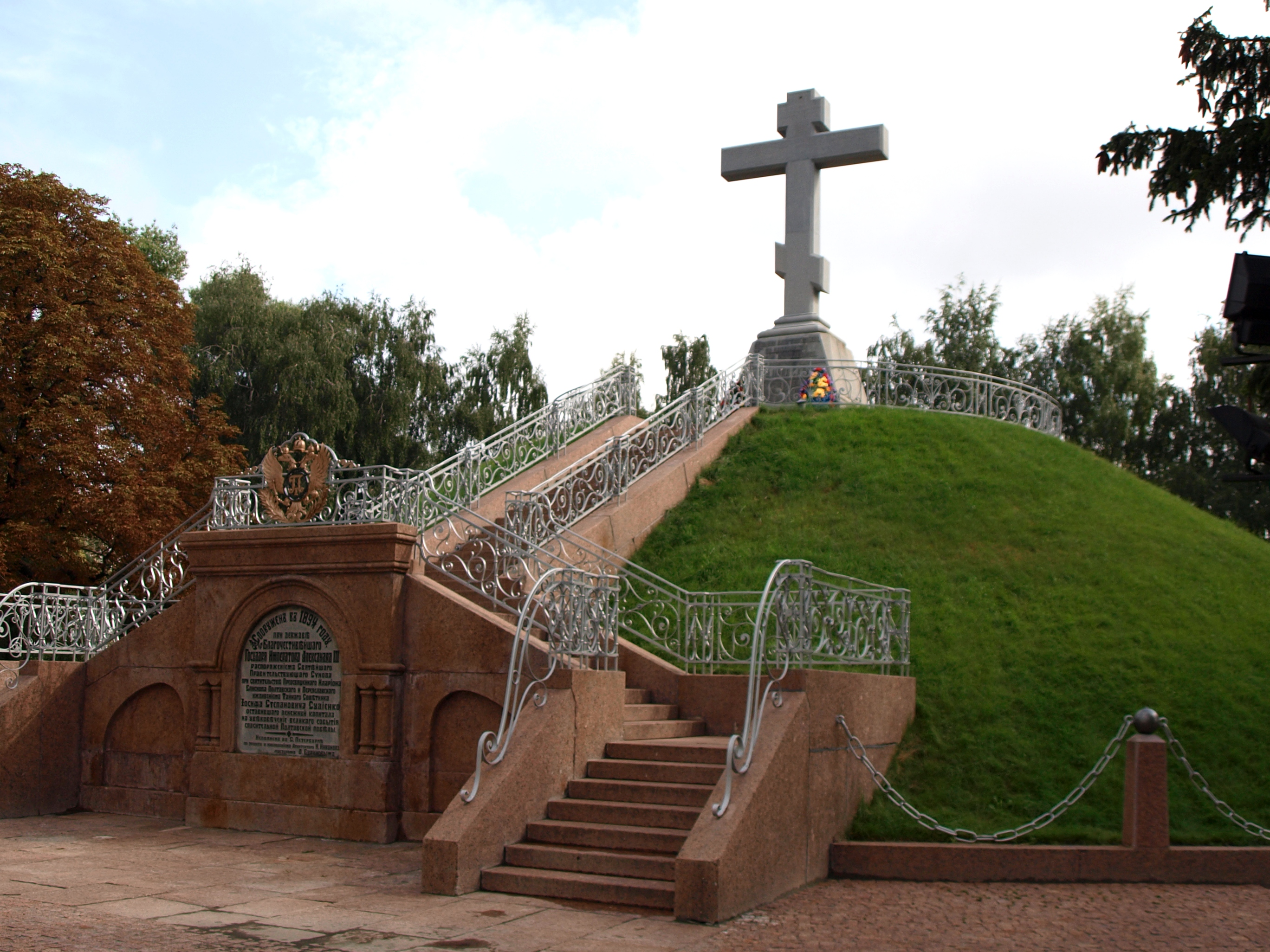
Tomba svedese a Poltava.

Il 1909 ha segnato il bicentenario della battaglia di Poltava del 27 giugno 1709, quando Pietro il Grande, con un esercito di 42.000 uomini e settantadue cannoni sconfisse re Carlo XII di Svezia con i suoi 27.000 soldati e solo quattro cannoni, cambiando così il corso della Grande guerra del Nord in senso favorevole alla Russia che alla fine si affermerà come grande potenza europea. 
Per l'occasione una grande croce di pietra è stata eretta sopra la cosiddetta Tomba svedese, un alto tumulo, dove sono stati sepolti i 1.345 soldati russi morti nella battaglia.
Una grande celebrazione commemorativa si tenne a Poltava nel 1909.
La traslazione delle reliquie di Serafino di Sarov
Dopo la nascita di quattro figlie femmine nel 1895, 1897, 1899 e il 1901, lo zar e la zarina, su suggerimento del mistico e guaritore francese Philippe Nizier Vachot, premettero per la Canonizzazione di Serafino di Sarov (1759-1833), un monaco eremita associato a molte guarigioni miracolose, tra le quali quelle di due membri della famiglia imperiale.
La miniatura di Zuev mostra la traduzione delle spoglie del Santo nella cattedrale di Sarov il 19 luglio 1903, in presenza dello Zar, che ha registrato l'evento nel suo diario.
La zarina pregò per l'intercessione del Santo e il tanto atteso erede maschio nacque nel 1904.
La sua nascita, accolta con immenso sollievo e gioia, innescò eventi nefasti: l'emofilia di cui soffriva il bambino consentì a Rasputin di influenzare la zarina e la politica russa, accelernado la caduta della dinastia dei Romanov.

### Supporto e custodia
È conservata anche la scatola originale a forma di uovo, coperta di velluto, la fodera del coperchio reca stampata in caratteri cirillici neri: "Fabergé / St. Pietroburgo / Mosca / Londra" sotto l'aquila imperiale.
Il supporto a tre piedi, d'oro, non è marcato.